# Андрю Мортън
Андрю Дейвид Мортън (на английски: Andrew Morton) е английски журналист и писател, автор на бестселъри в жанровете биография и документалистика.

## Биография и творчество
Роден е през 1953 г. Дюсбъри, Западен Йоркшър, Англия. Завършва гимназия в Лийдс и учи история в университета в Съсекс. След дипломирането си стажува в различни списания на „Mirror Group“ и после работи като журналист във вестник в Манчестър и от 1981 г. в Лондон. От 1982 г. е кореспондент за дейността на кралския съд за британските таблоиди „Дейли Мейл“, „Дейли Стар“ и „Нюз ъф дъ Уърлд“. От 1983 г. той публикува и няколко книги в тази област. През 1988 г. напуска Флит Стрийт и се посвещава на писателската си кариера.
През 1992 г. е издадена книгата му „Даяна: Нейната истинска история“. Книгата става бестселър в списъка на „Ню Йорк Таймс“ и го прави известен. Тя е източник на много подробности за злополучния брак на Даяна, аферата на Чарлз с Камила Паркър Боулс и булимията на Даяна. След смъртта ѝ, Мортън обявява, че самата тя е била основният източник на биографията и е редактирала ръкописа на ръка. През 1993 г. за книгата получава наградата „Автор на годината“. Същата година е екранизирана в едноименния телевизионен филм с участието на Серена Скот Томас.
През 1999 г. книгата му „Monica's Story“, биография на световноизвестната стажантка Моника Люински, става бестселър №1. По-малък успех има с неоторизираните си биографии на Мадона и на Том Круз.
Андрю Мортън живее със семейството си в Лондон.

## Произведения
- Andrew: The Playboy Prince (1983) – с Майк Сиймарк
- The Royal Yacht Britannia (1984)
- Inside Kensington Palace (1987)
- Duchess. O’Mara (1988)
- Theirs is the Kingdom: The Wealth of the Windsors (1989)
- Diana: Her New Life (1990)
Даяна: Нейният нов живот, изд. „Слънце“ (1995), прев. Ружа Георгиева
- Diana: Her True Story in Her Own Words (1992)
Даяна: Нейната истинска история, изд. „Слънце“ (1992), прев. Силвия Големанова
Даяна. Нейната истинска история от първо лице, изд.: ИК „Ентусиаст“, София (2018), прев. Николина Тенекеджиева
- Moi: The Making of an African Statesman (1998)
- Monica's Story (1999)
- Posh & Becks (2000)
- Madonna (2001)
- Nine for Nine. The Pennsylvania Mine Rescue Miracle (2002)
- Diana: In Pursuit of Love (2004)
- Tom Cruise: An Unauthorized Biography (2008)
- Angelina: An Unauthorized Biography (2010)
- William & Catherine: Their Story (2011)
- 17 Carnations: The Windsors, the Nazis and the Cover-Up (2015)
- Wallis in Love: The Untold Life of the Duchess of Windsor, the Woman Who Changed the Monarchy (2018)
- Meghan: A Hollywood Princess (2018)

### Екранизации
- 1993 Diana: Her True Story